# Salif Keïta (futbolista malià)
Salif Keïta Traoré (Bamako, 8 de desembre de 1946 - 2 de setembre de 2023) fou un futbolista malià.
Fou internacional amb Mali, on debutà el 1963 a l'edat de 16 anys. Jugà a diversos clubs de Mali fins que el 1967 fitxà pel AS Saint-Étienne francés. Com que arribà a França sense diners, hagué de traslladar-se des de l'aeroport fins al departament del Loira en taxi, diguent-li al conductor que el club li pagaria. Va guanyar dos copes i tres lligues, i l'equip va incloure una pantera a l'escut en el seu honor. El 1972 ingressà a l'Olympique de Marseille.
Un any després, el 1973 fitxà pel València CF on fou l'únic futbolista negre a la Lliga Espanyola aquella temporada. Va ser conegut com La Pantera Negra, i El Negre, i va destacar tot i patir lesions i cert declivi que li impediren triomfar plenament, queixant-se de no jugar com a mitjapunta sinó com a davanter.
Acabà la seva carrera a Portugal i els Estats Units.
L'any 1970 fou nomenat Pilota d'Or africà. El 1994 creà un centre d'entrenament per a futbolistes a Mali que duu el seu nom. L'any 2005 fou nomenat president de la Federació Maliana de Futbol (FEMAFOOT) per un període de 4 anys.
És el padrí de dos futbolistes que jugaren al València CF, Momo Sissoko, i Seydrou Keita, que va jugar també pel FC Barcelona.

## Pamarès
- Copa de Mali: 1964, 1966, 1967
- Lliga de França: 1968, 1969, 1970
- Copa de França: 1968, 1970
- Copa de Portugal: 1978